# Sophie de Bade
Sophie de Bade, née Sophie Pauline Henriette Marie Amelie Luise le 7 août 1834 à Karlsruhe et morte le 6 avril 1904 dans la même ville, est une princesse de Bade, par la naissance, et la princesse consort de Lippe par le mariage.

## Biographie
Sophie est la seconde fille de Guillaume de Bade (1792-1859) et de la duchesse Élisabeth-Alexandrine de Wurtemberg (1802-1864), fille de Louis-Frédéric de Wurtemberg.

## Mariage
Sophie épouse Woldemar de Lippe (1824-1895), deuxième fils de Léopold II de Lippe (1796-1851) et de la princesse Émilie de Schwarzbourg-Sondershausen (1800-1867), le 9 novembre 1858 à Karlsruhe. L'absence d'enfant dans le mariage est notamment responsable d'un différend pendant deux décennies entre les deux branches de la maison de Lippe pour hériter de la principauté après la mort de Woldemar, en 1895.